# Alicia Borinsky
Alicia Ester Borinsky (Buenos Aires, 23 de octubre de 1946) es una académica literaria, novelista, poeta y crítica literaria argentina.
Ha publicado extensamente en español e inglés, tanto en Estados Unidos como en Latinoamérica y Europa.
En la Universidad de Boston (Estados Unidos) es profesora de Literatura Latinoamericana y Literatura Comparada, y directora del Programa Interdisciplinario de Estudios Latinoamericanos en la misma universidad.
En 2016 es directora del Programa de Estudios Culturales de Verano en la ciudad de Buenos Aires.
Su trabajo crítico ha ayudado a enmarcar la discusión sobre los escritores del boom latinoamericano, un importante movimiento en la literatura latinoamericana. Entre sus otros logros académicos se encuentra la introducción de la figura del novelista argentino Macedonio Fernández (1874-1952) ―el maestro de Jorge Luis Borges (1899-1986)― a un público lector más amplio, la exploración de la intersección entre la teoría literaria, los estudios culturales y de género. Ha realizado numerosos trabajos sobre poesía, escritores latinos y literatura mundial.

## Biografía
Su abuelo materno ―judío y polaco― logró traer a dos hijas ―una de ellas, la madre de Alicia Borinsky― y a un hijo desde Polonia hasta Argentina. En cambio su abuela materna y la hija menor, que iban a ser las últimas en partir ―según el programa que habían planeado― no llegaron a salir antes de la guerra y fueron asesinadas por los nazis en Polonia.
Su abuela paterna ―también judía y polaca― había llegado a Argentina con sus cinco hijos y un marido ―él murió unos años después― que era su propio tío paterno. Por eso el apellido de esa abuela era Borinsky de Borinsky.
Alicia Borinsky vivió y estudió en Buenos Aires. 
El 29 de junio de 1966, después del golpe de Estado contra el presidente Arturo Umberto Illia (1900-1983), el nuevo dictador, Juan Carlos Onganía, comenzó una persecución contra profesores y estudiantes universitarios. Borinsky, de 19 años, viajó a Estados Unidos.
Entre 1967 y 1971 estudió en la ciudad de Pittsburgh (Pensilvania), donde obtuvo una licenciatura y un doctorado (Ph.D) en Literatura en la Universidad de Pittsburgh.
Regresó a Argentina, de donde tuvo que escapar nuevamente a los 29 años de edad, poco antes de que comenzara la dictadura cívico-militar argentina (1976-1983).
Reside en Boston. En 2021, fue nombrada a la Academia Norteamericana de la Lengua Española (ANLE) y fue premiada al "Enrique Anderson Imbert Prize" en reconocimiento de su dedicación a las letras.

## Recepción crítica de su obra
Alicia Borinsky ha ganado varios premios por su trabajo, entre ellos el premio Latino Award for Fiction (en 1996) y una beca Guggenheim (en 2001).
Michael Wood ―crítico literario y profesor de Inglés en la Universidad Princeton―, dijo del libro de Borinsky Golpes bajos:

Es un libro de sorpresas, lleno de giros del lenguaje e imaginación que constantemente nos encuentran con la guardia baja. Este es el por qué es tan extraño que, finalmente, debemos saber dónde estamos y por qué tenemos la suerte de poder volver al mundo que una vez nos fue familiar. Estamos tan acostumbrados a nuestros solemnes fallas de vista que ni sabemos qué hacer con la ligereza de la mirada y la visión desde múltiples ángulos.
Low Blows is a book of surprises, full of turns of language and imagination which constantly catch us off guard. This is why it is so strange that we should finally know where we are, and why we are lucky to make it back to the once familiar world. We are so used to solemn failures of sight that we scarcely know what to do with lightness of glance and many-angled vision.
Michael Wood

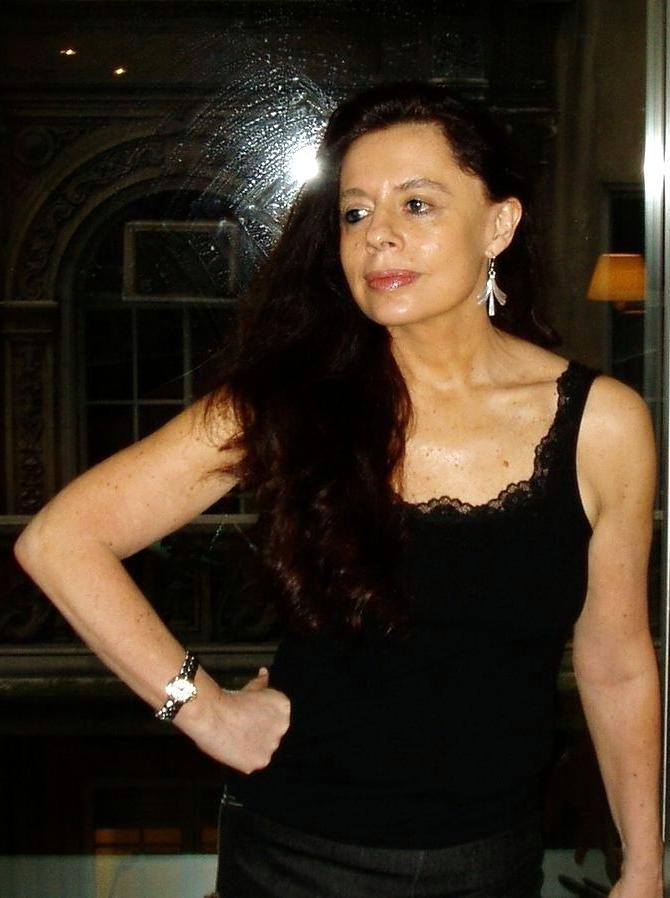
Alicia Borinsky en Buenos Aires, en 2008.

El lingüista estadounidense Peter Bush, director del Centro de Traducción Literaria, escribe:

Nadie más de los que escribe hoy en día puede ni siquiera emularla en su prosa de dibujo animado, un matrimonio forzado entre los cómics y lo histriónico, entre lo borgiano y lo barthesiano.
No one else writing today can quite emulate her cartoon prose, a shotgun marriage of comic and camp, the Borgesian and the Barthesian.
Peter Bush

El novelista argentino Tomás-Eloy Martínez, aclamado autor de Santa Evita, escribe:

Alicia Borinsky es única, con un oído argentino afinado perfectamente a los tangos y los boleros. [...] Su Cine continuado renueva y transforma el género de la novela picaresca. Borinsky es la reencarnación de Macedonio Fernández y de Julio Cortázar, un narrador atrevido y seductor, con faldas.
Alicia Borinsky is unique, with an Argentine ear perfectly attuned to tangos and boleros. (...) Her All Night Movie renews and transforms the genre of the picaresque novel. Borinsky is the reincarnation of Macedonio Fernández and Julio Cortázar, as a daring and seductive storyteller in skirts.
Tomás Eloy MARTÍNEZ

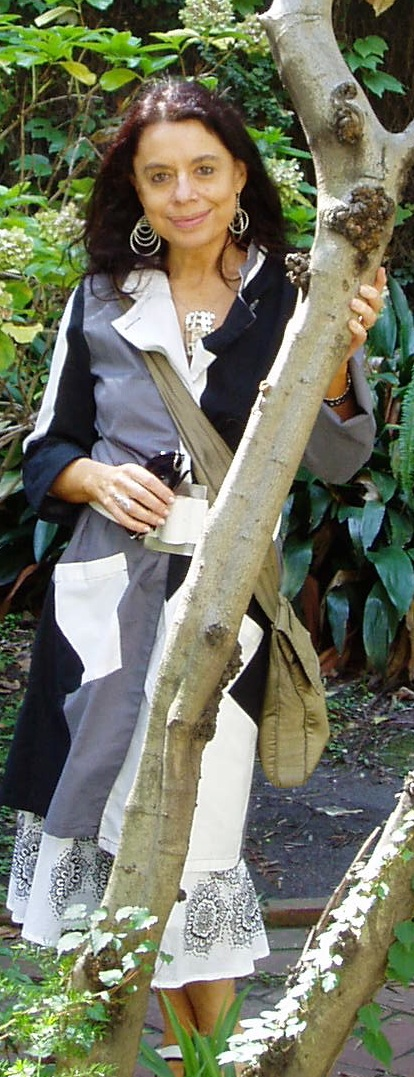
Alicia Borinsky en un jardín de Buenos Aires, su ciudad natal (en 2008).

Acerca del libro Los sueños del seductor abandonado, la autora argentina Luisa Valenzuela (1938-) escribe:

La recompensa no consiste en la suspensión de la incredulidad: consiste en una nueva creencia de que vamos a abrir la puerta para ir a jugar.
The reward does not consist in the suspension of disbelief. It consists in another belief that will open wide the doors for us to go out and play.
Luisa Valenzuela

En la contraportada del libro Golpes bajos, Margarita Feitlowitz ―profesora de Literatura en la Universidad de Bennington, autora de Un léxico del terror: Argentina y los legados de la tortura― escribe:

Nadie de la actualidad escribe como Alicia Borinsky, cuyas palabras explotan fuera de las páginas. En su obra las voces surgen de manera orgánica, y sus acentos y articulaciones, sus texturas y sus caprichos, son integrales, auténticos. Cada una de estas voces ―y hay decenas― tiene su propia historia palpable: las podemos sentir, incluso cuando sus detalles particulares nos son ocultados.
No one working today writes like Alicia Borinsky, whose words explode off the page. The voices in her work arise organically, and their accents and articulations, textures and quirks, are integral, authentic. Each of these voices (and there are scores) has its own palpable history: we feel it, even when its detailed particulars are withheld.
Margarita Feitlowitz

El departamento de Archivos y Colecciones Especiales en el Amherst College contiene algunos de sus papeles.

## Obras publicadas
- La ventrílocua y otras canciones. Buenos Aires: Cuarto Poder, 1975.
- Epistolario de Macedonio Fernández. Buenos Aires: Corregidor, 1976. Reimpreso en 2000.
- Ver/Ser Visto: Notas para una analítica poética. Barcelona: Bosch, 1978.
- Intersticios: estudios críticos de literatura hispana. Veracruz (México): Universidad Veracruzana, 1986.
- Mujeres tímidas y la Venus de China. Buenos Aires: Corregidor, 1987.
- Macedonio Fernández y la teoría crítica: una evaluación. Buenos Aires: Corregidor, 1987.
- Mina cruel. Buenos Aires: Corregidor, 1989.
- Timorous Women. (traducción de Mujeres tímidas). Peterborough (Reino Unido): Paul Green Press, 1992.
- Mean Woman (traducción de la novela Mina cruel). Lincoln (Estados Unidos): University of Nebraska Press, 1993.[2]
- Theoretical Fables: The Pedagogical Dream in Latin-American Fiction (libro de crítica literaria).[2] University of Pennsylvania Press, 1993.
- La pareja desmontable (libro de poesía). Buenos Aires: Corregidor, 1994.[2]
- Sueños del seductor abandonado (novela).[2] Buenos Aires: Corregidor, 1995.
- Madres alquiladas. Buenos Aires: Corregidor, 1996.
- Cine continuado. Buenos Aires: Corregidor: 1997).
  - All Night Movie.  Evanston (Estados Unidos): Northwestern University Press, 2002.
- Dreams of the Abandoned Seducer (traducción de Sueños del seductor abandonado). Lincoln (Estados Unidos): The University of Nebraska Press, 1998. Traducido al inglés en colaboración con Cola Franzen.
- Golpes bajos. Buenos Aires: Corregidor 1999. 
  - Low Blows. Madison (Estados Unidos): University of Wisconsin Press, 2007.
- La pareja desmontable/The Collapsible Couple (libro de poesía,[2] edición bilingüe). Londres (Reino Unido): Middlesex University Press, 2000.
- All Night Movie (traducción de Cine continuado), Northwestern University Press, 2002.
- La mujer de mi marido. Buenos Aires, Corregidor: 2000.
- Las ciudades perdidas van al paraíso. Buenos Aires: Corregidor, 2003.
- Golpes bajos/Low Blows (bilingual edition). Madison (Estados Unidos): University of Wisconsin Press, marzo de 2007. Prefacio de Michael Wood. Traducido al inglés por Alicia Borinsky en colaboración con Cola Franzen
- Frívolas y pecadoras (bilingüe, poesía). Chicago: Swan Isle Press, 2008. Traducido al inglés en colaboración con Cola Franzen.[13]
- One Way Tickets: Writers and the Culture of Exile (2011). Examina desde una perspectiva cultural y literaria el entretejido de experiencia personal, escritura y cine que sustenta nuestra visión de desplazamientos geográficos y lingüísticos.[3]
- Las ciudades perdidas van al paraíso / Lost cIties go to Paradise(edición bilingüe). Chicago: Swan Isle Press, 2015. Traducido al inglés en colaboración con Regina Galasso.
- My Husband's Woman / La mujer de marido(edición bilingüe). Literal Publishing, 2016. Traducido al inglés en colaboración con Natasha Hakimi Zapata.